# フレゼリク2世 (デンマーク王)

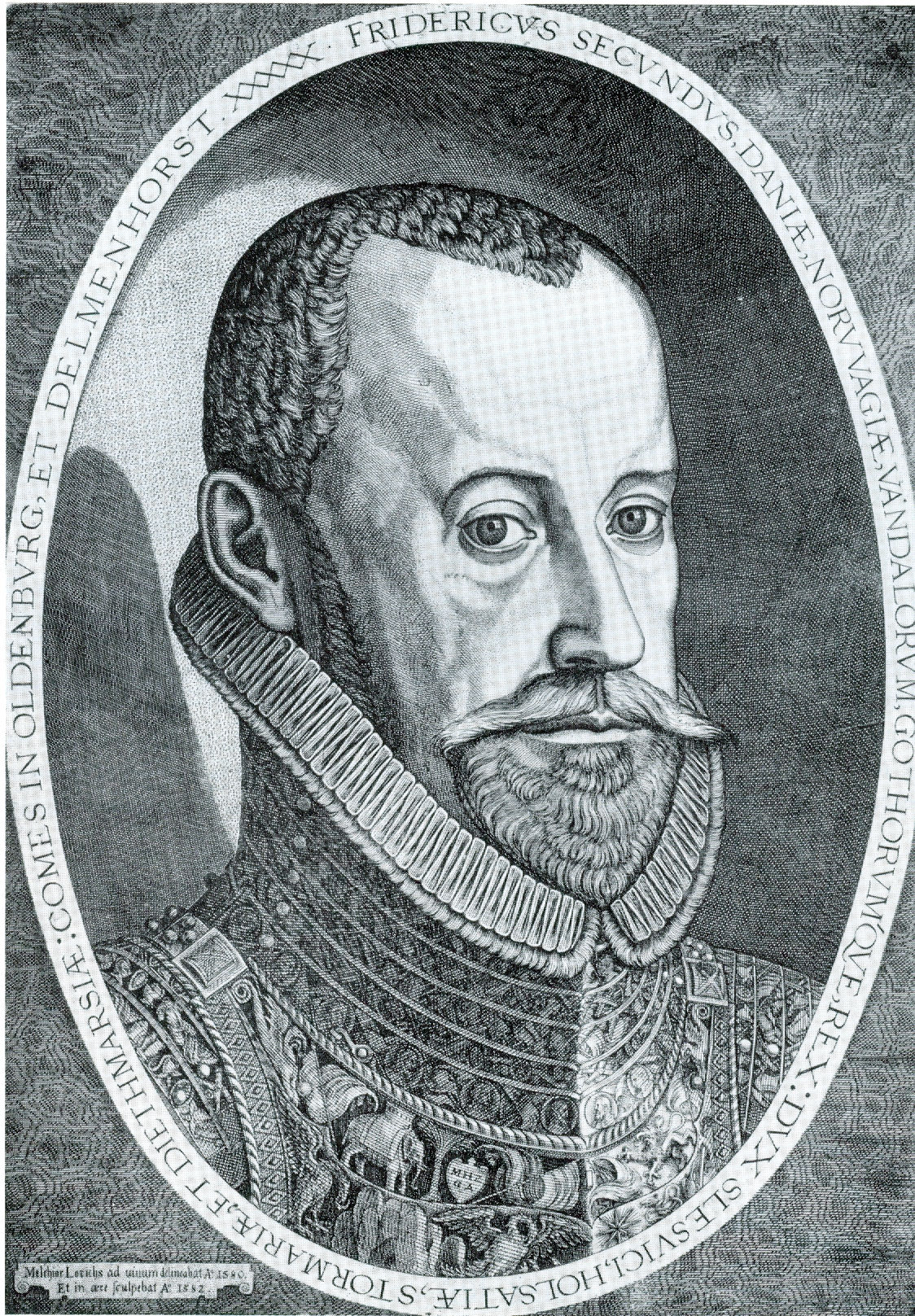
フレゼリク2世

フレゼリク2世（Frederick II, 1534年7月1日 - 1588年4月4日）は、デンマーク＝ノルウェーの国王（在位1559年 - 1588年）。クリスチャン3世と王妃ドロテアの息子。

## 生涯
フレゼリク2世はなによりもまず、デンマークのルネサンスを代表する支配者である。父王と異なって強く軍事に魅了され、すでに若いころにドイツ（神聖ローマ帝国）の好戦的な領邦君主たちと友誼を交わしていた。王位継承後ほどない1559年の夏、ディトマルシェン征服により、初めての勝利を得た。
フレゼリク2世の治世における最大の対外的衝突は、1563年から1570年まで続いた北方七年戦争であった。この戦争でフレゼリクは、精神異常を来していた従兄エリク14世治めるスウェーデンの征服を試みたが、失敗に終わった。戦線は拡大し、スウェーデンによってスコーネ地方を蹂躙され、危うくノルウェーを失うところまで追い込まれるという、きわめて代償の大きい消耗戦に突入する。この戦争の間、王は自ら軍を率いて戦場に赴いたが、大した成果も挙げられず、側近の貴族たちとの関係まで悪化する有様であった。しかしスウェーデン国内の情勢不安が利し、王国執事官（実質上の宰相）を務める有能なペダー・オクスのデンマーク支配権の掌握によってようやく状況は安定する。戦争は、戦前の領地関係を維持するという和平締結により終結し、デンマークの面目は一応保たれたが、同時にその軍事的限界も明らかになった。
北方七年戦争の後のフレゼリクは、実戦を行わずに、なんとか海軍統治者としての名声を得ようと試み続けた。外交戦略としては、積極的にプロテスタント勢力の精神的支援を得ようとしつつ（独身時代にはイングランド女王エリザベス1世に求婚し、ガーター勲章を贈られている）、同時に絶対中立を維持した。内政に関しては、ペダー・オクスや、ニルス・カース、アリルド・ヒュイトフェルト (en) 、クリストファ・ファルケンドルフ (en) など経験豊かな側近が差配した。
フレゼリク2世はその治政中、カルマル同盟によって領有していたグリーンランドへ遠征したが、デンマーク領と宣言しただけで、何ら統治を行うことなく撤退している。この時代、デンマーク人がグリーンランドへ行き植民した、という史実はない。本格的にデンマークの支配が及ぶのは、18世紀以降を待たなければならなかった。
人としてのフレゼリクは向こう見ずで自惚れ深く、勇敢で野心的といわれる。狩猟や酒、宴会を好み、亡くなった時には酒が原因との意見が大勢を占めた。
1574年から1585年にヘルシンゲルのクロンボー城を再建した。また1567年にノルウェーにフレドリクスタを建設するなど、デンマークにとっては成長の時代であった（フレドリクスタには、フレゼリク2世にちなんだ「Frederik II Videregående skole」がある）。フレデリックはまた、有名な天文学者ティコ・ブラーエの主要な後援者でもあった。
1588年4月4日に逝去、亡骸はロスキレ大聖堂に葬られた。王位は長男のクリスチャン4世が継いだ。

## 子供
フレゼリク2世は、1572年に従姉妹ゾフィー・フォン・メクレンブルクと結婚し、7人の子供をもうけた。
1. エリサベト（1573年8月25日 - 1626年6月19日） - 1590年、ブラウンシュヴァイク＝ヴォルフェンビュッテル公ハインリヒ・ユリウスと結婚
2. アンナ（1574年10月14日 - 1619年3月4日） - 1589年11月23日、スコットランド王ジェームス6世（のちのイングランド王ジェームズ1世）と結婚
3. クリスチャン4世（1577年4月12日 - 1648年2月28日） - デンマークとノルウェーの王
4. ウルリク（1578年12月30日 - 1624年3月27日）
5. アウグスタ（1580年4月8日 - 1639年2月5日） - 1596年8月30日、ホルシュタイン＝ゴットルプ公ヨハン・アドルフと結婚
6. ヘゼヴィ（1581年8月5日 - 1641年11月26日） - 1602年9月12日、ザクセン選帝侯クリスティアン2世と結婚
7. ハンス（1583年7月9日 - 1602年10月28日）